# Stacy Lewis
Stacy Lewis, née le 16 février 1985 à Fayetteville, est une golfeuse américaine. Professionnelle depuis 2008 et rejoignant le circuit de la LPGA en 2009, elle a remporté onze victoires professionnelles dont deux tournois majeurs : le championnat Kraft Nabisco en 2011 et le Ricoh Women's British Open en 2013.

## Palmarès

### Victoires professionnelles (11)
| Année    | Tournoi                                                                     |
| -------- | --------------------------------------------------------------------------- |
| 2007 (0) | Non compté car uniquement 18 trous joués Championnat P&G Beauty NW Arkansas |
| 2011 (1) | Championnat Kraft Nabisco (LPGA)                                            |
| 2012 (4) | MOBILE BAY LPGA CLASSIC (LPGA)                                              |
|          | SHOPRITE LPGA CLASSIC                                                       |
|          | NAVISTAR LPGA CLASSIC                                                       |
|          | MIZUNO CLASSIC                                                              |
| 2013 (3) | HSBC WOMEN'S CHAMPIONS (LPGA)                                               |
|          | RR DONNELLEY LPGA FOUNDERS CUP                                              |
|          | RICOH WOMEN'S BRITISH OPEN                                                  |
| 2014 (3) | NORTH TEXAS LPGA SHOOTOUT                                                   |
|          | SHOPRITE LPGA CLASSIC                                                       |
|          | WALMART NW ARKANSAS CHAMPIONSHIP                                            |

Le fond gris montre les victoires dans les tournois majeurs.

### Parcours en tournois majeurs
| Tournoi                   | 2007                      | 2008                      | 2009                      | 2010                      | 2011                      | 2012                      | 2013 | 2014 | 2015 | 2016 | 2017 |
| ------------------------- | ------------------------- | ------------------------- | ------------------------- | ------------------------- | ------------------------- | ------------------------- | ---- | ---- | ---- | ---- | ---- |
| Championnat Kraft Nabisco | 5e                        | DNP                       | T64                       | T19                       | 1                         | T4                        | 32   | 3    | 2    | T18  | T27  |
| Championnat de la LPGA    | DNP                       | DNP                       | T9                        | T14                       | T6                        | T2                        | T28  | T6   | T13  | T58  | T9   |
| Open américain            | CUT                       | T3                        | T48                       | T14                       | T34                       | T46                       | T42  | 2    | T3   | 7    | T27  |
| Open britannique          | DNP                       | DNP                       | CUT                       | T31                       | T11                       | T8                        | 1    | T12  | T17  | 4    | T7   |
| The Evian Championship ^  | Deviens un majeur en 2013 | Deviens un majeur en 2013 | Deviens un majeur en 2013 | Deviens un majeur en 2013 | Deviens un majeur en 2013 | Deviens un majeur en 2013 | T6   | T16  | T16  | T55  | DNP  |

DNP = N'a pas participé

CUT = A raté le Cut

"T" = Égalité

Le fond vert montre les victoires et le fond jaune un top 10.